# Den blå karbunkeln
Den blå karbunkeln, i original The Adventure of the Blue Carbuncle, är en novell av den skotske författaren Sir Arthur Conan Doyle i hans serie berättelser om detektiven Sherlock Holmes. Novellen publicerades först i Strand Magazine med start i januari 1892.

## Handling
Det är december 1889. Medan Londonborna förbereder sig för julen rapporterar tidningarna om stölden av en värdefull juvel, "den blå karbunkeln". Ägare till stenen är hertiginnan av Morcar och den rapporteras ha stulits från hennes hotellrum. John Horner, som är en tidigare dömd tjuv, arresteras snart för stölden, men stenen står inte att återfinna. Horner svär att han är oskyldig, men han återfanns i hertiginnans rum och polisen är säker på sin sak.
Doktor Watson besöker Sherlock Holmes på Baker Street 221 B. Holmes undersöker en medfaren gammal hatt. Såväl hatten som en gås tappades av en man i ett gatuslagsmål. En man vid namn Peterson har lämnat hatten och gåsen till Holmes, men då Holmes är mer intresserad av hatten tar han gåsen hem som middag. I hatten står ett mansnamn - Henry Baker.
Efter ett tag återvänder Peterson mycket upphetsad. I gåsen har han funnit den blå karbunkeln. Holmes blir nu på allvar intresserad av hattens ägare och gör en rad slutsatser som utgår från hatten. Han drar slutsatser kring Bakers ålder, sociala status, intelligens men kan inte uttala sig om ifall denne Baker visste att juvelen fanns inuti gåsen eller inte.
Holmes sätter in en annons och får tag på Henry Baker som gladeligen tar emot en ny gås som ersättning, då Holmes säger att hans gås blivit slaktad. Baker är inte heller intresserad att ta vara på det som blivit över av hans gås. Det gör Holmes övertygad om att Baker inte känt till något om den blå karbunkeln. Baker berättar för Holmes var han inhandlat sin gås. Holmes ger sig nu ut på jakt för att ta reda på hur stenen kunnat ta sig från hertiginnans hotellrum till insidan av en gås.
Holmes löser fallet, avslöjar att den häktade Horner är en oskyldig syndabock och att de verkliga tjuvarna heter James Ryder och Catherine Cusack. Holmes avslöjar dock inte att Ryder och Cusack är de skyldiga. Han tror att ett straff enbart skulle göra Ryder hårdare, och dessutom är det jul.

## Filmatisering
Novellen har filmatiserats 1987 med Jeremy Brett i huvudrollen.